# Einstein-egyenletek
A Riemann-geometriában a tér metrikáját a metrikus tenzor ({\displaystyle g_{\mu \nu }}) határozza meg. Az általános relativitáselméletben a tömeg térbeli eloszlása határozza meg a metrikus tenzort. Az ezen összefüggést leíró tenzoregyenletet (ami 10 független skalár egyenletet jelent) hívjuk Einstein-egyenleteknek.

## Matematikai alak
Az Einstein-egyenletek matematikai alakja a következő:
{\displaystyle G_{\mu \nu }+\Lambda g_{\mu \nu }=-{\frac {8\pi G}{c^{2}}}T_{\mu \nu }}
ahol {\displaystyle G_{\mu \nu }} az Einstein-tenzor, {\displaystyle \Lambda \,} a kozmológiai állandó (amit élete legnagyobb tévedésének nevezett), {\displaystyle G\,} a gravitációs állandó, {\displaystyle c\,} a fénysebesség, {\displaystyle T_{\mu \nu }} pedig az energia-impulzus tenzor.
Ezt először Albert Einstein közölte 1915-ben.
Az Einstein-tenzor kifejezhető a Riemann-féle görbületi tenzor nyomával, a Ricci-tenzorral a következő alakú (ezt 1915 végén Einsteintől függetlenül David Hilbert is levezette):
{\displaystyle G_{\mu \nu }=R_{\mu \nu }-{1 \over 2}Rg_{\mu \nu }}
Tehát az Einstein-egyenletek teljes alakja:
{\displaystyle R_{\mu \nu }-{1 \over 2}Rg_{\mu \nu }+g_{\mu \nu }\Lambda ={8\pi G \over c^{4}}T_{\mu \nu }}

## Fizikai vonatkozások
A fenti tenzoregyenlet négy dimenzióban (3 tér- és 1 időváltozó esetén) 16 skaláregyenletet jelent. Az Einstein-egyenletek szimmetriája miatt ezek közül csak 10 független. Ez a 10 független egyenlet egy nemlineáris parciális differenciálegyenlet-rendszert alkot, melynek megoldása szolgáltatja a gravitáció modern fizikáját.

## Közelítések

### Anyagmentes eset
Vákuum esetén (tehát ha nincs anyag a téridőben) az Einstein-egyenletek jobb oldala zérus. Ekkor tehát 
{\displaystyle R_{\mu \nu }={1 \over 2}R\,g_{\mu \nu }\,.}
Ezt {\displaystyle g^{\mu \nu }}-vel összeejtve
{\displaystyle R={1 \over 2}R\,4=2R\,}
adódik, ahonnan
{\displaystyle R=0\,}
következik.
Visszahelyettesítve az eredeti egyenletbe a következőt kapjuk
{\displaystyle R_{\mu \nu }=0\,.}
Ezek az általános relativitáselmélet üres-tér egyenletei.
Ezen egyenletek megoldásai szolgáltatják az összes vákuum-megoldásokat. Például a Schwarzschild vagy a Kerr megoldásokat.